# Eatontown
Eatontown ist eine Gemeinde (borough) in Monmouth County im Bundesstaat New Jersey in den Vereinigten Staaten. Das U.S. Census Bureau ermittelte bei der Volkszählung 2020 eine Einwohnerzahl von 13.597.
Eatontown ist Teil der Metropolregion Delaware Valley.

## Geschichte
Das heutige Eatontown wurde ursprünglich als Eatontown Township durch ein Gesetz der Legislative von New Jersey am 4. April 1873 aus Teilen von Ocean Township und Shrewsbury Township gegründet. Teile der Township wurden genommen, um West Long Branch (7. April 1908) und Oceanport (6. April 1920) zu bilden. Eatontown wurde am 8. März 1926 in ein Borough umgewandelt und ersetzte Eatontown Township, basierend auf den Ergebnissen eines Referendums vom 13. April 1926.

## Demografie
Nach einer Schätzung von 2019 leben in Eatontown 12.157 Menschen. Die Bevölkerung teilte sich im selben Jahr auf in 72,7 % Weiße, 11,5 % Afroamerikaner, 7,9 % Asiaten und 5,5 % mit zwei oder mehr Ethnizitäten. Hispanics oder Latinos aller Ethnien machten 14,7 % der Bevölkerung aus. Das mittlere Haushaltseinkommen lag bei 66.223 US-Dollar und die Armutsquote bei 11,2 %.

## Persönlichkeiten
- Charles Billings (1866–1928), Sportschütze
- Cindy Lee Van Dover (* 1954), Meeresbiologin